# Alfons Håkans
För företaget, se Alfons Håkans (företag).
Alfons Håkans, född 1909, död 1980 var en finländsk timmerhandlare och bogserbåtsredare.
Alfons Håkans var son till bonden och sågägaren Johannes Håkans från Strandas och Maria Sofia Alfons. Han var tidigt engagerad i familjeföretaget Petsmo såg i Petsmo i Österbotten, som gick i konkurs 1932. Han ledde under denna tid bland annat bolagets räddning 1929 av den grekiska fraktångaren på 10 000 ton Diamantis, som gått på grund på ön Norrskär utanför Vasa.
Efter det att Wiik & Höglund övertagit företaget från Nordiska föreningsbanken 1936, anställdes Alfons Håkans som disponent för företaget, som också hade ett par bogserbåtar samt pråmar. År 1945 grundade han det egna företaget Alfons Håkans för timmerhandel och bogsering i Vasa.
Alfons Håkans var gift med Ida Håkans. Deras son Stefan Håkans tog över familjeföretaget.